# Pharyngal

Pharyngaler Artikulationsort

Epiglottaler Artikulationsort im Vergleich

Sagittalebene der menschlichen Mundhöhle, Oropharynx und Larynopharynx. Artikulationsorte (aktiv und passiv): 1 exolabial (äußerer Teil der Lippe)
2 endolabial (innerer Teil der Lippe)
3 dental (Zähne)
4 alveolar (vorderer Teil des Zahndamms)
5 postalveolar (hinterer Teil des Zahndamms und ein wenig dahinter)
6 präpalatal (vorderer Teil des harten Gaumens)
7 palatal (harter Gaumen)
8 velar (weicher Gaumen)
9 uvular (auch postvelar; Gaumenzäpfchen)
10 pharyngal (Rachen)
11 glottal (auch laryngal; Stimmbänder)
12 epiglottal (Kehldeckel)
13 radikal (Zungenwurzel)
14 posterodorsal (hinterer Teil der Zunge)
15 anterodorsal (vorderer Teil der Zunge)
16 laminal (Zungenblatt)
17 apikal (Zungenspitze)
18 sublaminal (auch subapical; Unterseite der Zunge)

In der Phonetik beschreibt pharyngal den Artikulationsort eines Lautes. Bei einem Pharyngal wird im Rachen, dem Pharynx, eine Enge gebildet. Ein pharyngaler Laut wird deutsch auch als Rachenlaut bezeichnet.
Das Internationale Phonetische Alphabet kennt zwei pharyngale Konsonanten. Sie kommen im Deutschen nicht vor und sind typisch für die arabische Sprache und andere semitische Sprachen.
- Stimmhafter pharyngaler Frikativ [⁠ʕ⁠]
- Stimmloser pharyngaler Frikativ [⁠ħ⁠]

Die Zunge wird zurückgezogen und die Halsmuskeln (Zungenbein) angespannt. Der stimmlose Pharyngal [⁠ħ⁠] klingt wie ein gehecheltes „H“; das gepresst klingende [⁠ʕ⁠] ist sein stimmhaftes Pendant.